# Патрис, Жан-Филипп
Жан-Филипп Патрис (фр. Jean-Philippe Patrice, род. 12 марта 1997, Жеменос или Марсель) — французский фехтовальщик-саблист, бронзовый призёр летних Олимпийских игр 2024 года, серебряный призёр чемпионата мира 2025 года, двукратный бронзовый призёр чемпионатов Европы 2024 и 2025 годов. Участник летних Олимпийских игр 2024 года.

## Биография
В фехтование пришёл вместе со своим младшим братом Себастьеном.
На летней Универсиаде 2019 года в Неаполе в составе французской команды саблистов стал бронзовым призёром турнира.
В 2024 году на чемпионате Европы в Базеле в индивидуальной сабле завоевал бронзовую медаль.
В июле 2024 года на летних Олимпийских играх в Париже, в командных соревнованиях выиграл бронзовую медаль в составе французской команды саблистов.
На чемпионате мира 2025 года в Тбилиси стал серебряным призёром в индивидуальных соревнованиях. 